# 4756 Асарамас
4756 Асарамас (4756 Asaramas) — астероїд головного поясу, відкритий 21 квітня 1950 року.
Тіссеранів параметр щодо Юпітера — 3,225.